# Coccinella quinquepunctata
Coccinella quinquepunctata је инсект из реда тврдокрилаца (Coleoptera) и породице бубамара (Coccinellidae).

## Опис
Пронотум је црн са белим трапезима у предњим угловима. Покрилца оранж, црвена или кармин (код старијих јединки) са 5 округлих црних мрља. Тело је дугачко 3,5–5 mm.

## Распрострањење и станиште
Настањује безмало целу Европу, али је одсутна на већини медитеранских острва. Налази у Србији су малобројни, па се не може много рећи о распрострањењу, али је чешће налажена на југу земље . Живи у најразличитијим стаништима, најчешће се налази на зељастим биљкама.